# Association professionnelle de squash
L’Association professionnelle de squash (Professional Squash Association en anglais, PSA) est l'organisation professionnelle du squash masculin et féminin. Il fonctionne sur le même mode que l'ATP pour le tennis. Le PSA World Tour est impliqué dans l'organisation de près de 120 tournois annuels à travers le monde. Plus de 500 joueurs sont recensés, et leurs rangs sont mis à jour mensuellement en fonction de leurs performances dans les tournois.

## PSA World Tour
Il y a plus d'une centaine de tournois PSA à travers le monde le long d'une année, ces tournois sont classifiés en différentes catégories selon leurs gains :
- Challenger : en bas de l'organigramme, ces tournois vont de 5 000 $ à 24 999 $, ils sont répartis en 3 catégories : PSA Challenger 15 : 15 000 $ - 24 999 $, PSA Challenger 10 : 10 000 $ - 14 999 $ et PSA Challenger 5 : 5 000 $ - 9 999 $.
- International : Ces tournois sont plus prestigieux, ils réunissent souvent les meilleurs joueurs du monde et ont une dotation minimum de 25 000 $ suivant les catégories : PSA International 70 : 70 000 $ et +, PSA International 50 : 50 000 $ - 69 999 $, PSA International 35 : 35 000 $ - 49 999 $ et PSA International 25 : 25 000 $ - 34 999 $.
- World Series : Le plus haut niveau du squash, comptant deux catégories : Gold et Platinum (115 000 $ minimum)
- Championnat du monde : Le tournoi le plus prestigieux de l'année réunissant les 64 meilleurs joueurs du monde.

Chaque année, les huit meilleurs mondiaux s'affrontent dans un tournoi final appelé World Series Finals. L'organisation est la suivante : 2 groupes de 4 joueurs qui s'affrontent entre eux, les deux meilleurs de chaque groupe sont qualifiés pour des demi-finales à élimination direct, le vainqueur est déterminé par la finale.
Son équivalent féminin est la Women's Squash Association (WSA) qui fusionne en 2015 avec la PSA.
À partir d'août 2018, PSA réorganise sa structure de circuits professionnels en deux circuits individuels : PSA World Tour et PSA Challenger Tour.
Le PSA World Tour (anciennement PSA World Series) comprend les tournois les plus importants en prix en argent (50 000 $ - 1 000 000 000 $) pour les joueurs plus expérimentés et mieux classés, y compris les championnats du monde PSA et les finales du PSA World Tour, étiquetés comme suit :
- PSA World Tour Platinum - tirages 48 joueurs - 169 000 $.
- PSA World Tour Gold - tirages au sort 24 joueurs - 120 500 $.
- PSA World Tour Argent - 24 joueurs - tirages au sort - 88 000 $.
- PSA World Tour Bronze - tirages au sort pour 24 joueurs - 51 250 $.

Les tournois du PSA Challenger Tour offrent un circuit de 5 500 $ à 30 000 $, un circuit idéal pour les joueurs moins expérimentés et les joueurs à venir, qui comprend les niveaux suivants :
- Tournée du PSA Challenger 30 - 28 000 $
- PSA Challenger Tour 20 - 18,000 $
- Tournée du PSA Challenger 10 - 11 000 $.
- PSA Challenger Tour 5 - 5 500 $.

De plus, PSA met en œuvre certains changements de règles comme la suppression des tours de qualification. De plus, 7 wildcards du Championnat du monde PSA sont attribués chaque année aux sept meilleurs joueurs du classement du PSA Challenger Tour. De plus, PSA et WSF gèrent conjointement PSA Satellite Tour, un circuit pour les joueurs amateurs ou juniors qui visent à devenir des joueurs professionnels.

## Classement mondial
Chaque mois, la PSA publie un classement des joueurs professionnels : le Dunlop PSA World Rankings (communément appelé classement mondial masculin) :

### Classement actuel
| Rang | Joueur                 | Pays             |
| 1    | Ali Farag              | Égypte           |
| 2    | Mostafa Asal           | Égypte           |
| 3    | Diego Elías            | Pérou            |
| 4    | Paul Coll              | Nouvelle-Zélande |
| 5    | Mazen Hesham           | Égypte           |
| 6    | Karim Abdel Gawad      | Égypte           |
| 7    | Joel Makin             | Pays de Galles   |
| 8    | Tarek Momen            | Égypte           |
| 9    | Mohamed El Shorbagy    | Angleterre       |
| 10   | Marwan El Shorbagy     | Angleterre       |
| 11   | Youssef Soliman        | Égypte           |
| 12   | Victor Crouin          | France           |
| 13   | Aly Abou Eleinen       | Égypte           |
| 14   | Fares Dessouky         | Égypte           |
| 15   | Eain Yow Ng            | Malaisie         |
| 16   | Youssef Ibrahim        | Égypte           |
| 17   | Miguel Ángel Rodríguez | Colombie         |
| 18   | Leonel Cárdenas        | Mexique          |
| 19   | Dimitri Steinmann      | Suisse           |
| 20   | Greg Lobban            | Écosse           |